# Brühl (Hildesheim)
Koordinaten: 52° 8′ 53″ N, 9° 57′ 2″ O

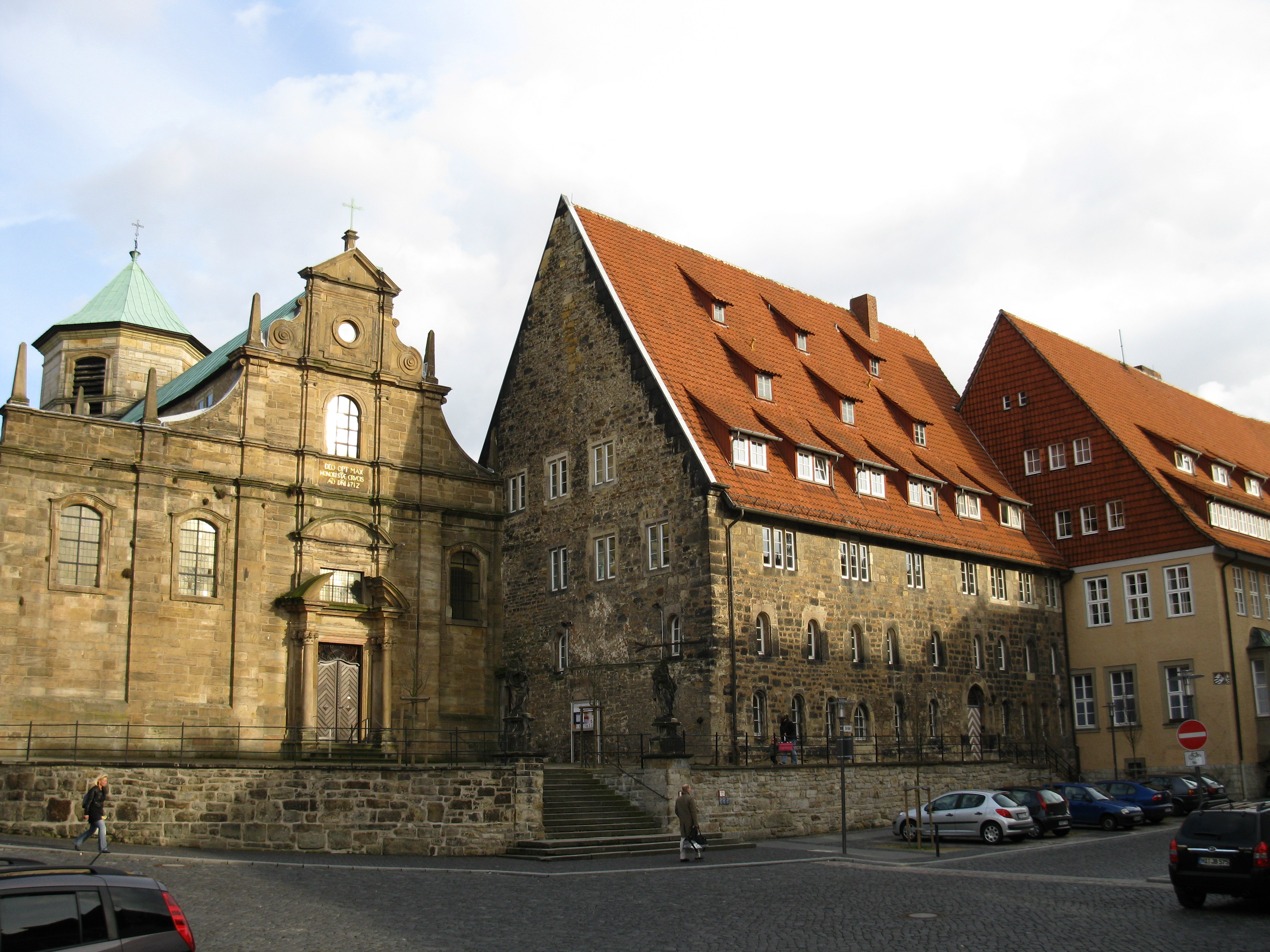
Kreuzkirche und Choralei

Der Brühl ist eine historische Straße im südlichen Teil der Innenstadt von Hildesheim, in der sich neben gut erhaltenen Fachwerkhäusern noch mehrere weitere bedeutende Sehenswürdigkeiten befinden.

## Lage und Länge
373 m lang, verläuft der Brühl von der Kreuzstraße im Norden bis zum Godehardsplatz im Süden. Die Hausnummern reichen von 1 bis 47.

## Name und Geschichte
Die Bezeichnung Brühl bezieht sich auf ein sumpfiges Bruchgelände am Eselsgraben, einem Nebenarm der Innerste, das sich unweit südlich der Altstadt von Hildesheim bis hin zum Godehardikloster ausdehnte. In diesem Bereich entstand etwa ab 1200 eine unbefestigte Bauernschaft gleichen Namens außerhalb der mittelalterlichen Stadtmauern, die sich langsam vergrößerte. Im Norden reichte sie bis an das Brühltor der Altstadt, das sich im Bereich der heutigen Marienschule am Brühl befand, und im Osten bis an das Brühltor der Neustadt heran. Die Ortschaft gliederte sich in drei Bereiche, die Vorderer Brühl, Mittlerer Brühl und Hinterer Brühl genannt wurden. Im 16. Jahrhundert wurde das Gebiet in die Stadt Hildesheim und ihr System von Wällen und Mauern einbezogen. Im Bereich des heutigen Gebäudes Brühl Nr. 6 erhob sich der Pulverturm, der erst im 19. Jahrhundert abgetragen wurde. Daher erhielt das Straßenstück zwischen Kreuzstraße und Pulverturm anfangs den Namen "Vor dem Pulverturm". An ihm stand – gegenüber von der Kreuzkirche – eine der ersten Apotheken Deutschlands.
Der Vordere und Mittlere Brühl wurden am 29. August 1871 unter dem Straßennamen Brühlstraße zusammengefasst, der später auf Brühl verkürzt wurde. Im Zweiten Weltkrieg wurde der nördliche Teil des Brühls, der sich nördlich der Neuen Straße befindet, am 22. März 1945 durch Spreng- und Brandbomben zerstört. Die Häuser wurden im Stil der 1950er Jahre wieder aufgebaut. Der Teil des Brühls, der sich südlich der Neuen Straße erstreckt, entging der Zerstörung und vermittelt heute noch einen Eindruck vom Stadtbild Hildesheims vor dem Krieg.

## Bauwerke und Besonderheiten

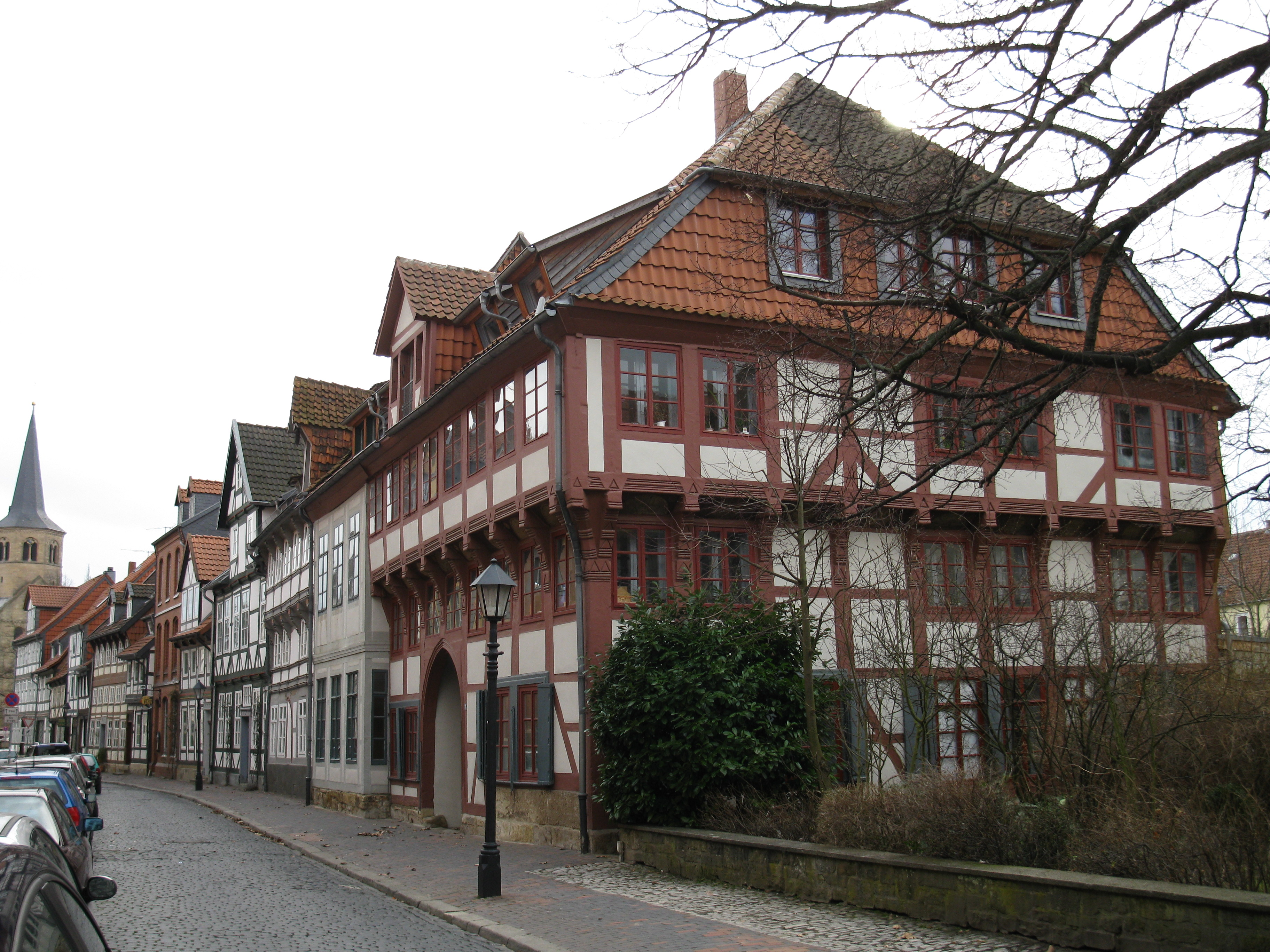
Südlicher Teil des Brühls mit Blick nach Süden (im Vordergrund Brühl 31)

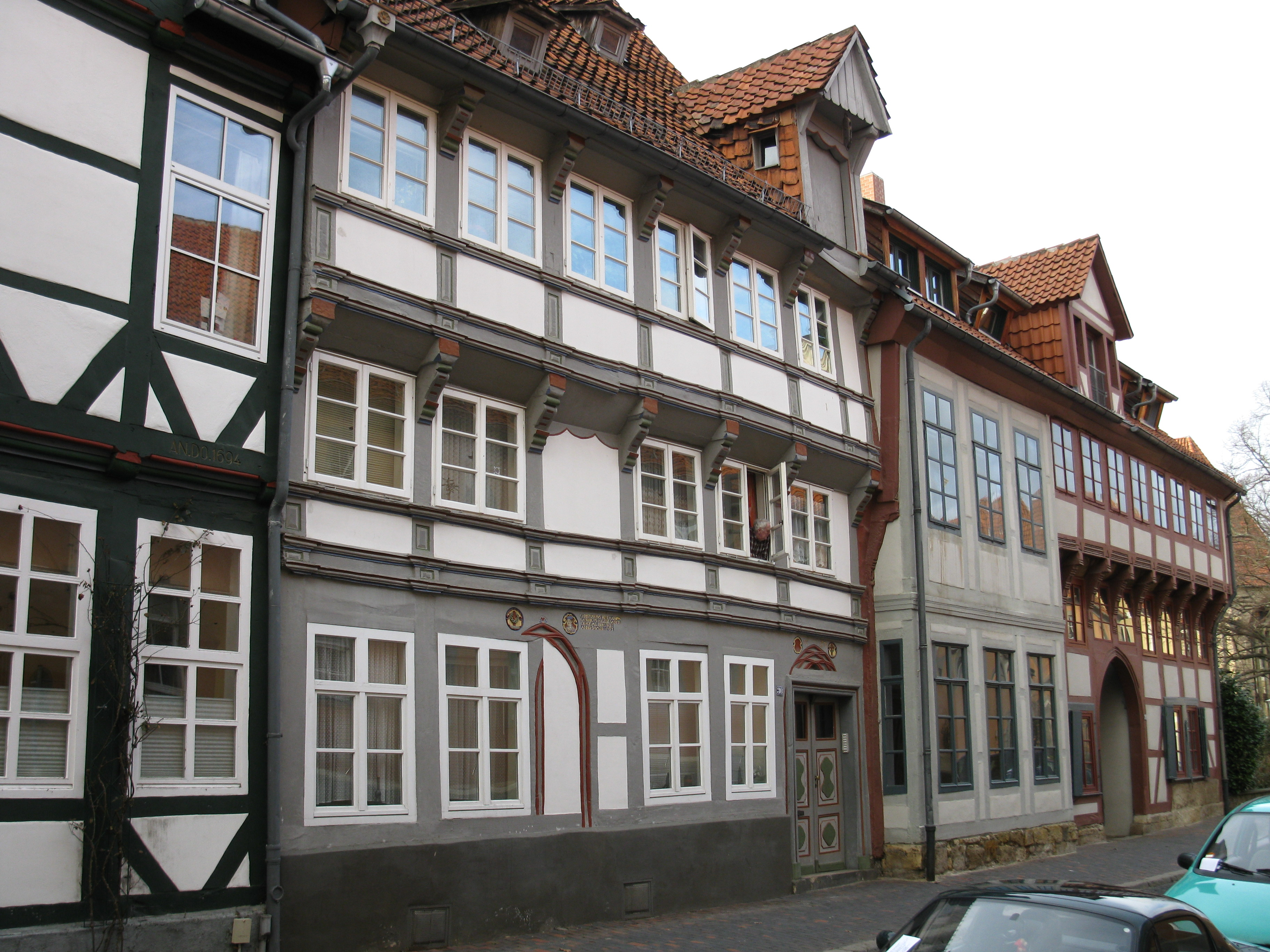
Brühl 29 (angeschnitten), 30 und 31

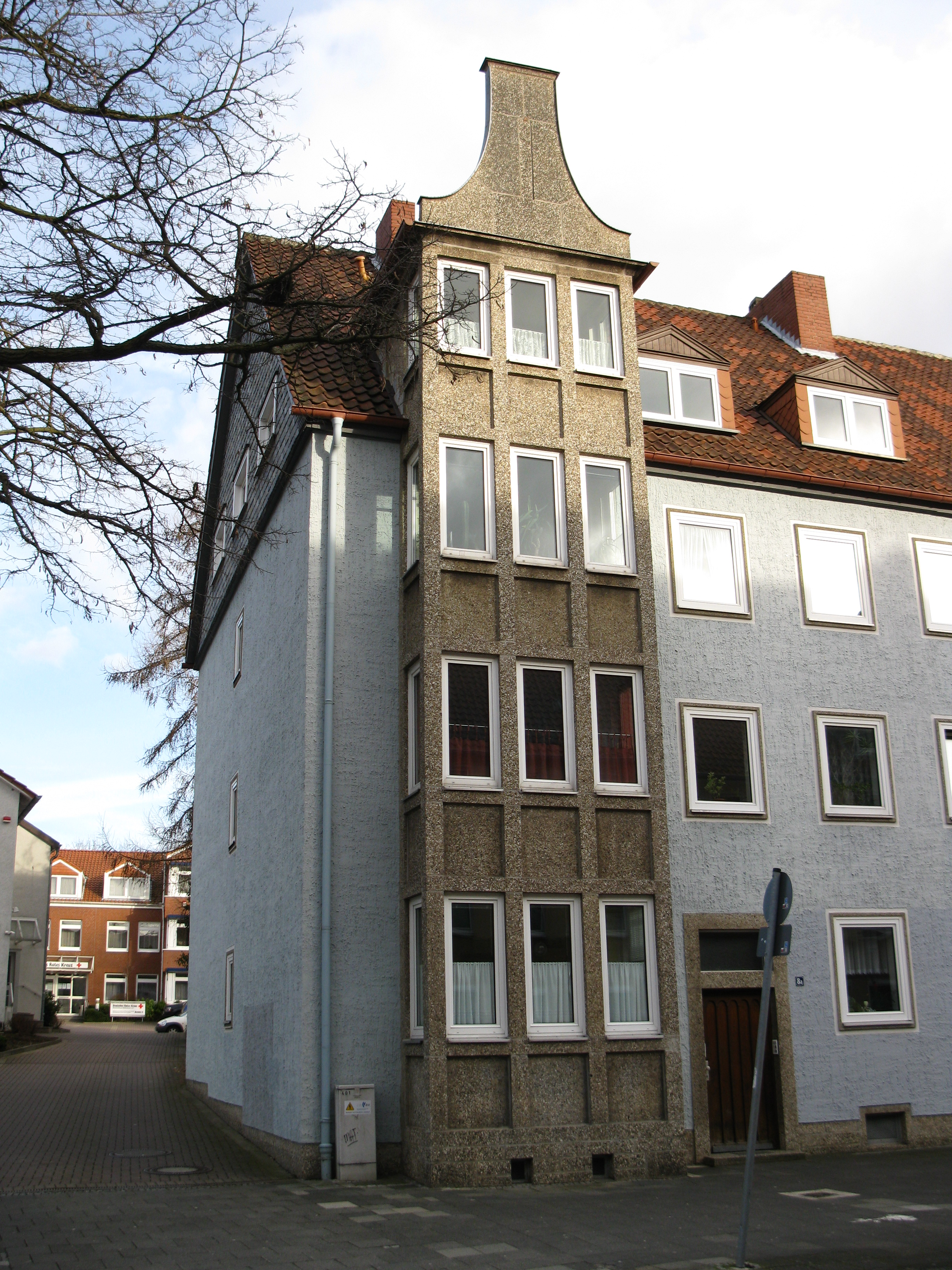
Brühl 8a

Im Brühl sind heute Gebäude aus verschiedenen Stilepochen zu finden. Das älteste noch erhaltene Bauwerk ist die Choralei (Brühl 1a), der weitaus älteste Profanbau Hildesheims. Ein Teil der Umfassungsmauern des dreigeschossigen, 1945 ausgebrannten Gebäudes aus Bruchsteinen, im Stil der Romanik erbaut, stammt noch aus dem 12. Jahrhundert und hat romanische Rundbogenfenster.
Neben der Choralei steht an der Ecke zur Kreuzstraße die Kreuzkirche, die zu Beginn des 11. Jahrhunderts als Torhalle der Stadtbefestigung erbaut und später in eine romanische Kirche umgewandelt wurde. Mehrere Umbauten veränderten das Kirchengebäude erheblich. Die barocke Westfassade wurde 1712 angefügt.
Gegenüber wurde am Haus Brühl Nr. 47 eine Gedenktafel zur Erinnerung an eine der ersten Apotheken Deutschlands angebracht, die sich bis 1415 an dieser Stelle befand und später zum Hohen Weg verlegt wurde.
Etwas weiter südlich ist neben dem Haus Brühl Nr. 38 unmittelbar an der Straße ein Stück der mittelalterlichen Stadtmauer erhalten.
Die Häuser Brühl 8a und 38, die nach der Zerstörung im Zweiten Weltkrieg in den 1950er Jahren wieder aufgebaut wurden, fallen durch ihre Erker aus Waschbeton auf. Durch historisierende Architektur wurde hier versucht, an die Geschichte der Stadt und der Straße anzuknüpfen.
An der Ecke zur Neuen Straße erhebt sich die 1766–72 im Stil des Spätbarock erbaute Seminarkirche, eine Saalkirche, die 9 m von der Straße zurückgesetzt gebaut wurde. Über ihrem Portal steht in einer Nische eine Statue der Maria Immaculata, neben dem Portal befinden sich zwei weitere Nischen mit Statuen der Heiligen Franz von Assisi und Antonius von Padua.
An die Seminarkirche schießt sich südlich der langgestreckte Bau des 1773–76 auf einem hohen Sandsteinsockel erbauten Priesterseminars an. Auch hier befindet sich in der ansonsten relativ schmucklosen Fassade in einer Nische eine Mariendarstellung (1737).
An der Ecke zu der Straße Gelber Stern steht das 1833–40 im Stil des Klassizismus erbaute ehemalige Hospital von Alten (Brühl 20), das heute von der HAWK genutzt wird. In seinem Innenhof ist ein zweigeschossiges Fachwerkhaus aus dem 15. Jahrhundert beachtenswert, das im Stil der Gotik errichtet wurde und heute als Bibliothek dient. Es weist die für die Gotik typischen Dreiecksverzierungen sowie ein deutlich vorkragendes Obergeschoss und eine Windeluke auf.
Die Häuserzeile im Südwesten des Brühls, die zum größten Teil aus traufständigen, zwei- oder dreigeschossigen Fachwerkhäusern besteht, ist städtebaulich besonders bedeutsam und zählt – nicht zuletzt wegen der Nähe der Godehardikirche – zu den beliebtesten Fotomotiven Hildesheims.
Das große Fachwerkhaus Brühl 31 wurde nach Ergebnisse einer dendrochronologischen Untersuchung der Bauhölzer bereits 1468 erbaut. An der Fassade fallen die für die Zeit der Spätgotik typischen Knaggen auf. Dass rechts am Haus früher eine Straße verlief, lässt sich an der auch hier vorhandenen Schaufassade mit Vorkragung erkennen. Der Fassadenumbau vorne links in der Art einer Utlucht ist Ergebnis einer dendrochronologisch datierten Modernisierung von 1799. Unter dem Haus liegt ein großer Gewölbekeller, der von einem bzw. vermutlich sogar mehreren Vorgängerbauten stammt und seit 1998 gastronomisch genutzt wird.
Das linke Nachbarhaus Brühl 30 wurde laut Inschrift über dem Eingang 1563 gebaut, doch enthalten die beiden Wappenschilde im nördlichen Teil der Fassade die Jahreszahl 1503. Das Haus, dessen zweites Obergeschoss das erste und das Erdgeschoss deutlich überragt, hatte ursprünglich zwei Eingänge, deren gotische Spitzbögen noch in der Fassade zu sehen sind.
Das Haus Brühl 29, an dem eine Inschrift das Baujahr 1694 angibt, fällt – wie auch Brühl 28 (frühes 19. Jahrhundert) – durch ein großes Zwerchhaus auf. Brühl 25 stammt vermutlich noch aus der 2. Hälfte des 16. Jahrhunderts.